# محرك فورد نموذج A
محرك فورد نموذج A (بالإنجليزية: Ford Model A engine)، هو المُحرك الذي جرى تطويره في المقام الأول لسيارة فورد نموذج A الشهيرة (1927-1931، وقد جرى تصنيع 4.8 مليون سيارة من ذلك النموذج) وقد كان أحد أكثر محركات السيارات إنتاجًا على نطاق واسع في عشرينيات وثلاثينيات القرن العشرين، واستخدم على نطاق واسع في السيارات والشاحنات والجرارات ومجموعة كبيرة ومتنوعة من المركبات والآلات الأخرى.
وهذا المحرك هو محرك مكبسي رباعي الأسطوانات يعمل بالبنزين، مشتق من محرك فورد نموذج T (بالإنجليزية: Ford Model T engine)، لكن نموذج A ذو قطر أكبر وكذلك شوط أكبر، ونسبة الضغط أعلى - فقد كان أقوى بمرتين من محرك نموذج T. أُنتجت بعض الإصدارات الأخرى منه بها بعض التحسينات حتى عام 1958م. لا تزال عشرات الآلاف من التصميمات الأصلية من ذلك المحرك مُستخدمة حتى في القرن الحادي والعشرين.

## التصميم والتطوير

### تاريخ التطوير والإنتاج
يُعد محرك فورد نموذج A تطويرًا لمحرك فورد موديل T، ولكنه يمتاز بقوة مضاعفة. وقد جرى تطويره سراً في مصنع فورد-روج في ميشيغان، ثم أُعلن عنه - مع سيارة فورد A - في 2 ديسمبر 1927م. كان أول محرك من طراز A قد أُنتج في وقت سابق، في 20 أكتوبر 1927م، واستُخدم في النهاية في سيارة سيدان فورد من طراز A عام 1928م، والتي أعطاها هنري فورد لصديقه المخترع توماس أ. إديسون. وبدأ طلب فوري في السوق على طراز A، ولكن بحلول الأول من يناير عام 1928م، كان قد صُنِّع 5275 محركًا فقط من طراز A - بعضها لم يجري تركيبه بعد في هيكل السيارة، ناهيك عن شحنه إلى التجار.
ولكن بحلول فبراير 1929م، وصل إنتاج هذا النموذج من المحركات إلى مليون وحدة. وبنهاية مارس 1932م، كان قد وصل عدد المحركات التي أُنتجت من هذا النموذج إلى 4,849,340 محرك، (أُنتجت أيضًا مئات الآلاف من شاحنات طراز AA، والتي تستخدم محرك من طراز A.) يحسب المؤرخ ستيف بلاكر، باستخدام سجلات شركة فورد، أنه قد أُنتج 4,830,806 محرك في الفترة ما بين أكتوبر 1927م ونوفمبر 1931م.
أُنتجت معظم محركات طراز A في الولايات المتحدة في مصنع Rouge، بينما أُنتج بعضها في مصانع فورد في كندا وأوروبا. خلال ذلك الوقت، خضعت كتلة أسطوانة محرك الطراز A وAA (رقم القطعة A-6010) لتغييرات خارجية وداخلية مختلفة.
جرى استبدال الطراز A بطراز Ford Model B عام 1932م، وذلك بمحرك محدث رباعي الأسطوانات، وكذلك استُبدل بطراز Ford Model 18 عام 1932م، وبمحرك Ford V8 الجديد.

### التصميم الأساسي والخصائص
كان المحرك نموذج A هو محرك مكبس رباعي الأسطوانات على شكل حرف L مبرد بالماء (أربع أسطوانات رأسية في خط مستقيم)، من نوع "المكبس المصبوب" مثل المحرك نموذج T. وكانت إزاحته 200.5 بوصة مكعبة (3.3 L) (مقارنةً نموذج T الذي كانت إزاحته 177 بوصة مكعبة (2.9 L)).
تُقدَّر قوة هذا المحرك بـ 40 حصان (30kW, 41 PS)( قوة حصان الفرامل) بسرعة تبلغ 2200 دورة في الدقيقة - ولكن عند سرعة 1000 دورة في الدقيقة يُنتج عزم دوران أكبر بشكل كبير يبلغ 128 رطل.قدم (174 نيوتنزمتر). تبلغ القدرة الحصانية المقدرة من قبل SAE قرابة 24.03، ونسبة الضغط 4.22:1.
ويمتاز هذا النموذج أيضًا بتوسيع قطر الأسطوانة وشوط المكبس عن محرك الطراز T الأصلي؛ حيث بلغ قياسهما 3.876 بوصة × 4.125 بوصة (98.5 مـم × 104.8 مـم). وترتيب إشعال الأسطوانات هو 1-2-4-3.

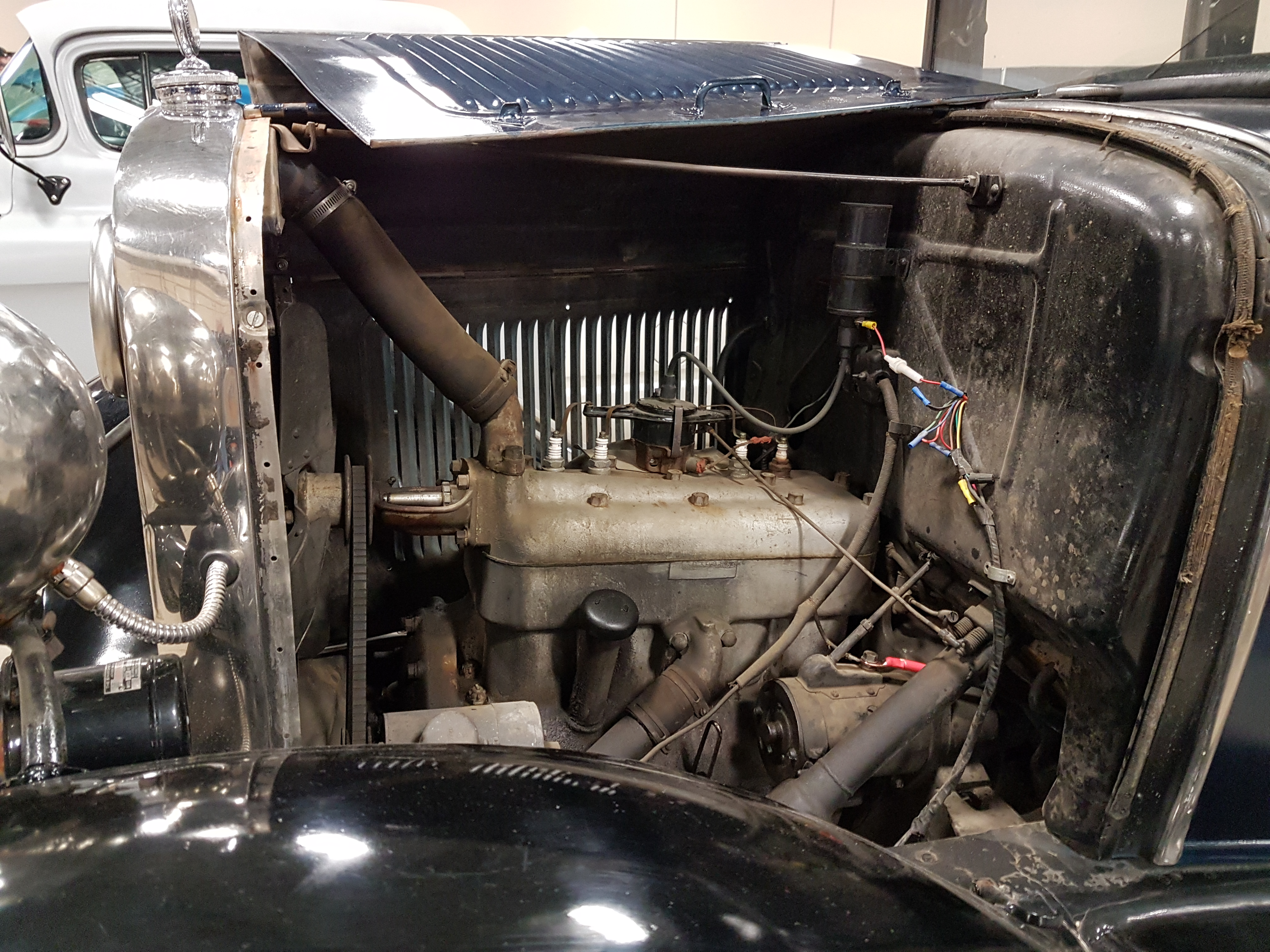
محرك فورد نموذج A، الجانب الأيسر

يتمتع المحرك بسعة زيت تبلغ 5 لتر. تُملأ علبة الكرانك من خلال أنبوب التعبئة/التنفس للمحرك المثبت على الجانب الأيسر للمحرك. يوصى باستخدام الزيوت الحديثة 10W30 للمحركات التي أُعيد بناؤها حديثًا. ويُوصى بتغيير الزيت كل 500 ميل.

### مقارنة بالتصاميم الحديثة
يحتوي محرك النموذج A على ثلاثة محامل رئيسية (مقارنة بخمسة محامل موجودة في محركات الأربع أسطوانات الحديثة)، وهي ذات قطر أصغر وأطول من المحامل في المحرك الحديث. وتلك المحامل هي محامل بابت مصبوبة، وليست مثل محامل الإدخال القابلة للاستبدال الحديثة.
بدلاً من نظام ضغط الزيت الكامل للمحرك الحديث، يقوم نظام الزيت في محرك الطراز A بتزييت المحامل الرئيسية عن طريق التغذية بالجاذبية، ويقوم بتزييت قضبان توصيل المكبس عن طريق غمسها في الزيت أثناء الحركة.
لا يحتوي محرك الطراز A على ثقل موازن للعمود المرفقي crankshaft. لا توجد محامل كام cam bearings. يفتقر محرك الطراز A إلى مقاعد الصمامات، على عكس مقاعد الحلقات الفولاذية النموذجية في المحرك الحديث. يتمتع المحرك بتصميم منفذ سحب مقيد إلى حد ما، مقارنة بالمحرك الحديث.

## المعدات والملحقات وناقل الحركة

### السحب والحقن والوقود

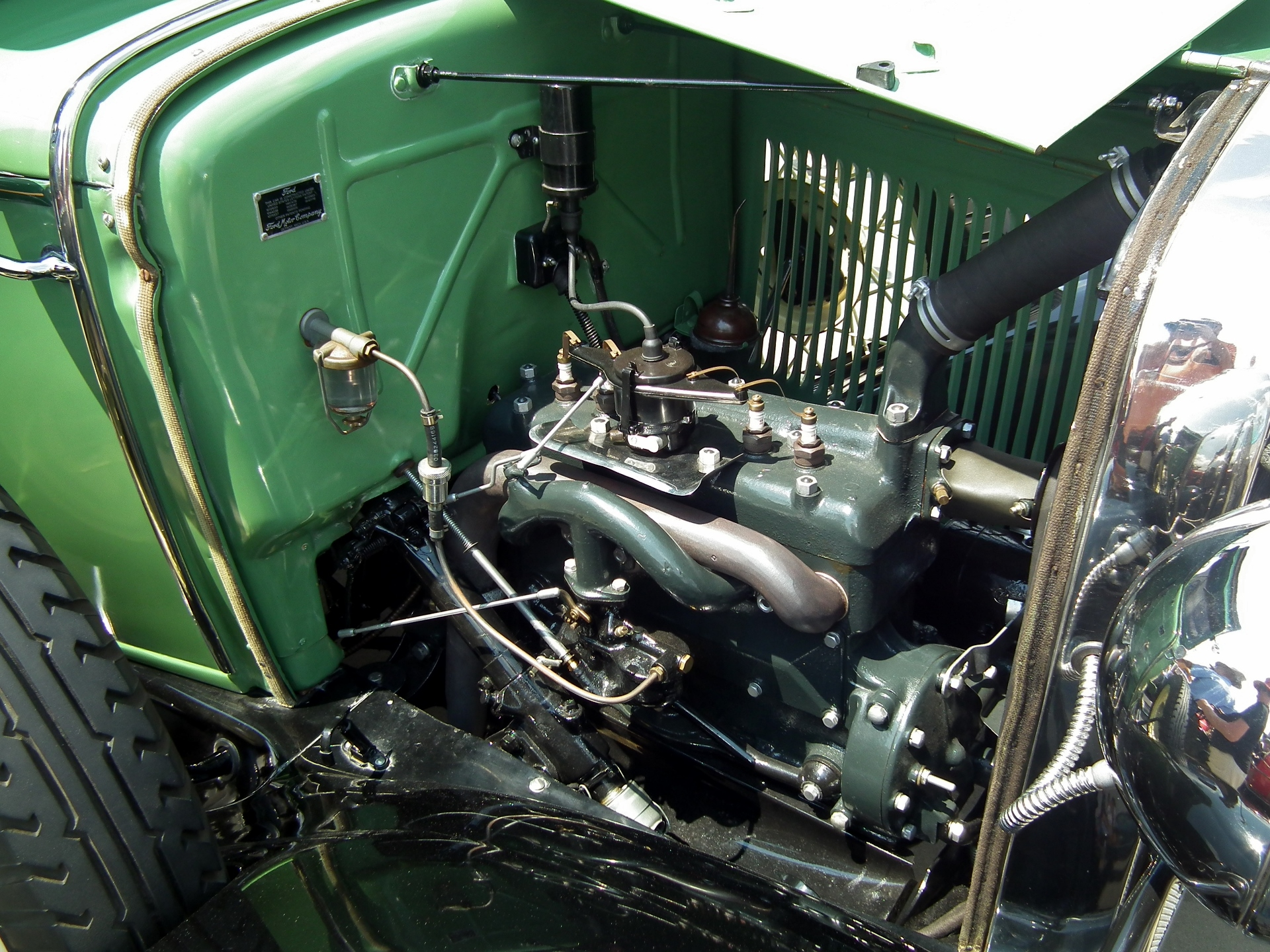
شاحنة فورد نموذج A ذات محرك نموذج 1930. يغذي المكربن الصاعد updraft carburetor مشعب السحب intake manifold على الجانب الأيمن للمحرك. تتحكم الروابط في الخانق throttle والخليط mixture والاختناق choke.

في العادة، كان محرك الطراز A مزودًا بمكربن Zenith أحادي الأسطوانة، ذو تيار هوائي صاعد، من النوع العائم، والذي كان يُغذى بالجاذبية من خزان في غطاء المحرك (بين جدار الحماية ولوحة القيادة). لقد خضع المكربن للعديد من التعديلات خلال فترة إنتاجه القصيرة نسبيًا (أربع سنوات).
يتمتع Zenith بميزات متقدمة بالنسبة لتلك الحقبة، وهو ما ساعد في حل بعض مشاكل أداء المحرك المبكرة. صُمم المكربن للعمل بشكل خفيف، للسماح بالقيادة على ارتفاعات عالية. من أجل السماح بأداء أفضل على ارتفاعات منخفضة وفي الطقس البارد، يُتحكم في نسبة خليط الوقود/الهواء بواسطة خنق يدوي و"صمام ضبط الغاز" (Gas Adjusting Valve GAV). لضمان تدفق الوقود الكافي أثناء بدء التشغيل أو التسارع، توفر بئر ثانوية إمدادًا إضافيًا من الوقود مؤقتًا. ويوجد أيضًا صمام لإيقاف الوقود يدويًا، وبعضها يحتوي أيضًا على دواسة الوقود اليدوية.
على الرغم من أن مكربن Zenith لنموذج A جرى تركيبه في محركات الغالبية العظمى من سيارات فورد النموذج A (وفقًا للتقارير، جرى تركيبه في 3.5 مليون سيارة من أصل 4.8 مليون سيارة جرى تصنيعها)، إلا أنه لم يكن المكربن الوحيد المستخدم. بل استُخدم 19 علامة تجارية أخرى على محركات مختلفة من طراز A - إما كمعدات أصلية أو تعديلات ما بعد البيع - وعُدِّلت بعض محركات طراز A باستخدام Zenith الأكبر حجمًا والأكثر تطورًا والمُصَمَّم لمحرك فورد نموذج B.

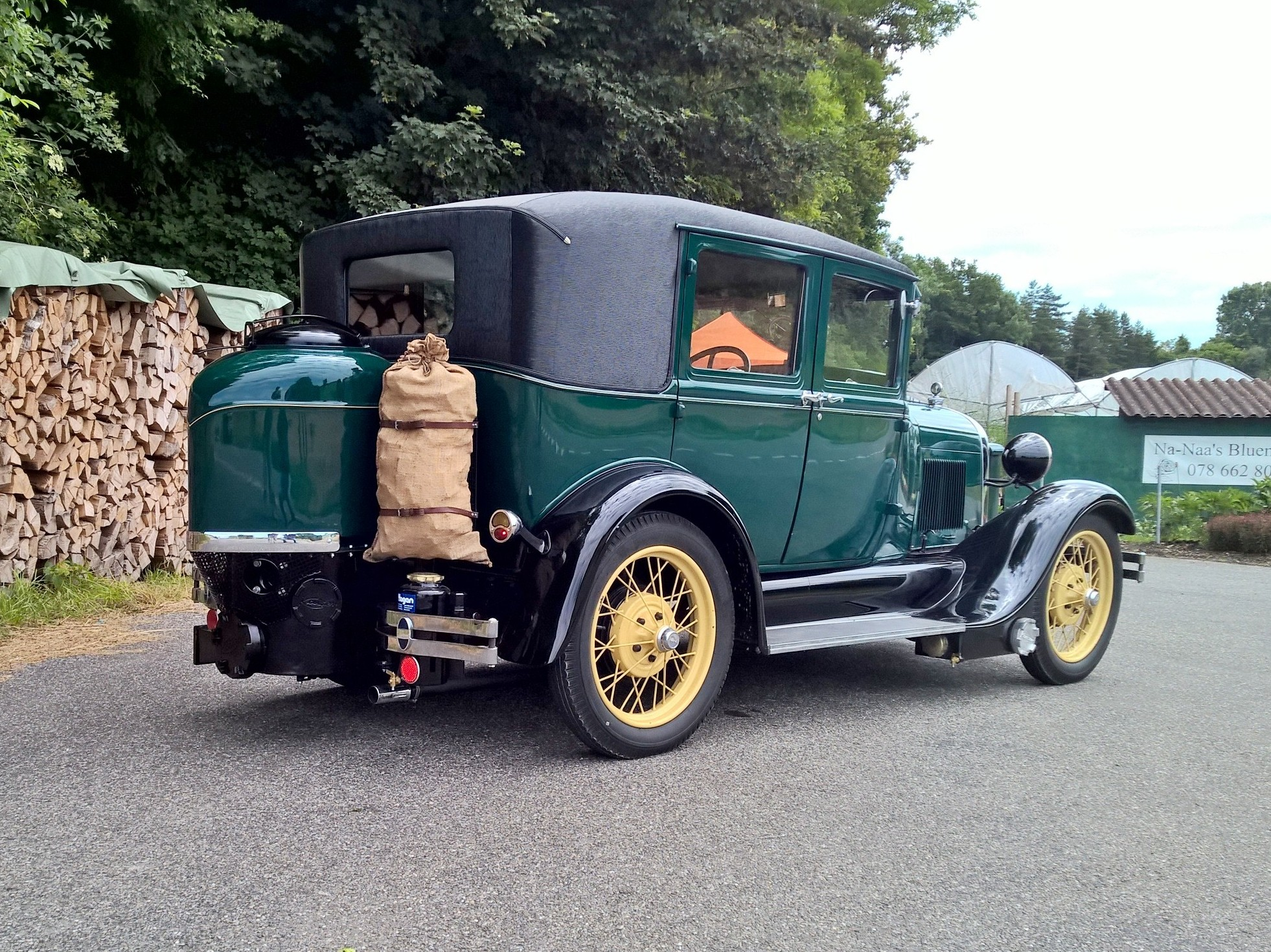
سيارة فورد نموذج A جرى تحويلها لاستخدام الغاز من موقد الغاز المثبت في الجزء الخلفي من السيارة.

يعمل المحرك بالبنزين العادي الحديث الخالي من الرصاص.
في حالات نادرة، جرى تشغيل محرك النموذج A بواسطة غاز الخشب، الذي يُنتج في مولد غاز الخشب، مثل "Gazogene"، وهو عادةً أسطوانة كبيرة محكمة الغلق تشبه الموقد مثبتة على السيارة أو مسحوبة، والتي تقوم بتسخين أو حرق الخشب (أو الفحم)، لإنتاج أبخرة من غاز الخشب القابل للاشتعال، ويُعد بذلك بديلًا بسيطًا للبنزين. يُوجَّه الغاز الناتج إلى مشعب سحب المحرك، عبر قناة ونظام تحريض خاص.

### نظام كهرباء المحرك
يتكون النظام الكهربائي الذي يدعم المحرك عادةً من بطارية 6 فولت، ومولد تيار مستمر 6 فولت (يعمل بواسطة حزام متصل ببكرة العمود المرفقي)، وبادئ التشغيل، والأضواء، ومقياس التيار الكهربائي، ونظام الإشعال (ملف الإشعال، والموزع، وشمعات الإشعال) مع أسلاك التوصيل. يعمل ذراع الإشعال اليدوي على تقديم أو تأخير الإشعال، وخاصة تأخير اشتعال شمعة الإشعال أثناء بدء تشغيل المحرك.
يوججد في الطراز A نظام أرضي موجب (طرف بطارية موجب متصل بإطار السيارة وجسم المحرك) - على عكس المعتاد في المركبات الحديثة ذات "الأرضي السالب"، مما يتسبب غالبًا في حدوث ارتباك فني.

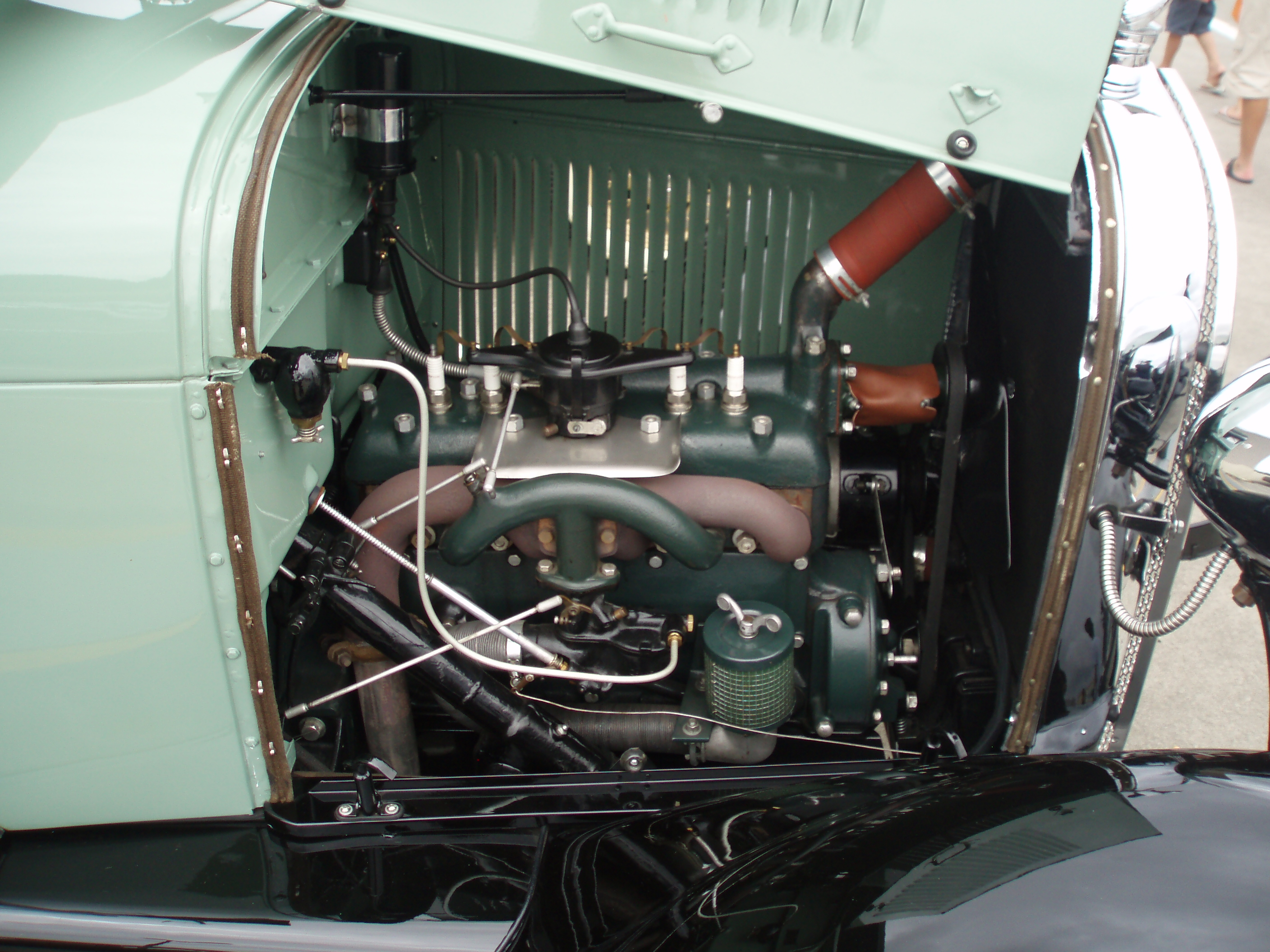
يتضمن نظام تبريد المحرك من الطراز A مجموعة مروحة ومضخة تعمل بالحزام وتمتد للأمام من رأس الأسطوانة (كما هو موضح: مضخة حمراء ومروحة سوداء ذات شفرتين). ينتقل الماء عبر الأنبوب الأحمر المائل إلى أعلى المبرد في مقدمة السيارة.

### نظام تبريد المحرك
يستخدم محرك النموذج A مضخة مياه طرد مركزي، مثبتة على رأس أسطوانة المحرك، وتعمل مع مروحة المحرك. يستخدم محرك طراز A الماء العادي لتبريد المحرك؛ ولا ينصح باستخدام سائل تبريد مضاد للتجمد لأن مبرد طراز A الأصلي ليس نظامًا مضغوطًا. تقوم المضخة بتدوير الماء المُبَرَّد بالمُبَرِّد إلى المحرك السفلي، وعندما يسخن الماء يُدفع خارج غلاف الماء من خلال خرطوم المبرد العلوي، ثم يعود إلى المبرد، حيث يبرد ويستقر، وتتكرر الدورة.

### نظام نقل الحركة

#### سيارة نموذج A
عند استخدام هذا المحرك في سيارة فورد نموذج A، رُبط محرك نموذج A، عبر دولاب الموازنة الذي يبلغ وزنه 63 رطلاً، والقابض، بناقل حركة يدوي تقليدي بثلاث سرعات، وتروس منزلقة (مقارنة بعلبة التروس الكوكبية من طراز T الأقدم).
جاء ناقل الحركة الانتقائي ثلاثي السرعات من فورد (مع سرعة واحدة للخلف) في البداية (في سيارات أوائل عام 1928م) مع قابض متعدد الأقراص (كما هو الحال في طراز T)، ولكنه استُبدل في النهاية بقابض أحادي اللوحة single-plate clutch. لم تكن هناك أجهزة مزامنة، مما يجعل "القابض المزدوج" مهارة مفيدة لسائقي الطراز A.
ينتهي نظام نقل الحركة عند العجلات بنسبة قيادة نهائية تبلغ 3.77:1. في نموذج A النموذجي، يوفر هذا عادةً 25-30 ميلاً لكل جالون، وسرعات تصل إلى 65 ميلاً في الساعة.

#### شاحنة طراز AA
عندما استُخدم محرك الطراز A في شاحنة فورد الفئة أ أ (Ford Model AA) التي يبلغ وزنها 1.5 طن، فإن الرقم التسلسلي للمحرك - يسبقه عادةً الحرف المفرد "A" - يسبقه بدلاً من ذلك "AA"، مما يدل على استخدام زنبرك القابض الأقوى، لاستيعاب وحدات القابض متعددة الأقراص، أو (بالنسبة لوحدات القابض أحادية القرص) لوحة ضغط القابض AA-7563 وتجميع الغطاء الخاص بها، أو الوحدات ذات ناقل الحركة رباعي السرعات والقابض.
استُخدمت مجموعة متنوعة من ناقل الحركة وخيارات نقل الحركة الأخرى. أثرت مجموعات معدات نقل الحركة على السرعة القصوى التي يمكن أن تصل إليها الشاحنة، في حين أن الشاحنات الأبطأ والأقل تروسًا يمكن أن تسحب بعزم دوران أكبر.
زُودت شاحنات AA عادةً بناقل حركة ثلاثي السرعات لسيارة طراز A، أو ناقل حركة اختياري رباعي السرعات لشاحنة AA. في حالة تجهيز السيارة بناقل حركة ثلاثي السرعات، استُخدم خيار المصنع "Dual High" لنسخة AA. كانت المحاور الخلفية للشاحنة AA متوفرة بنسبتين مختلفتين من التروس.
كانت هناك خيارات مختلفة لنظام نقل الحركة في السوق الثانوية، بما في ذلك ناقل الحركة Warford ثلاثي السرعات.

## التاريخ التشغيلي والتعديلات

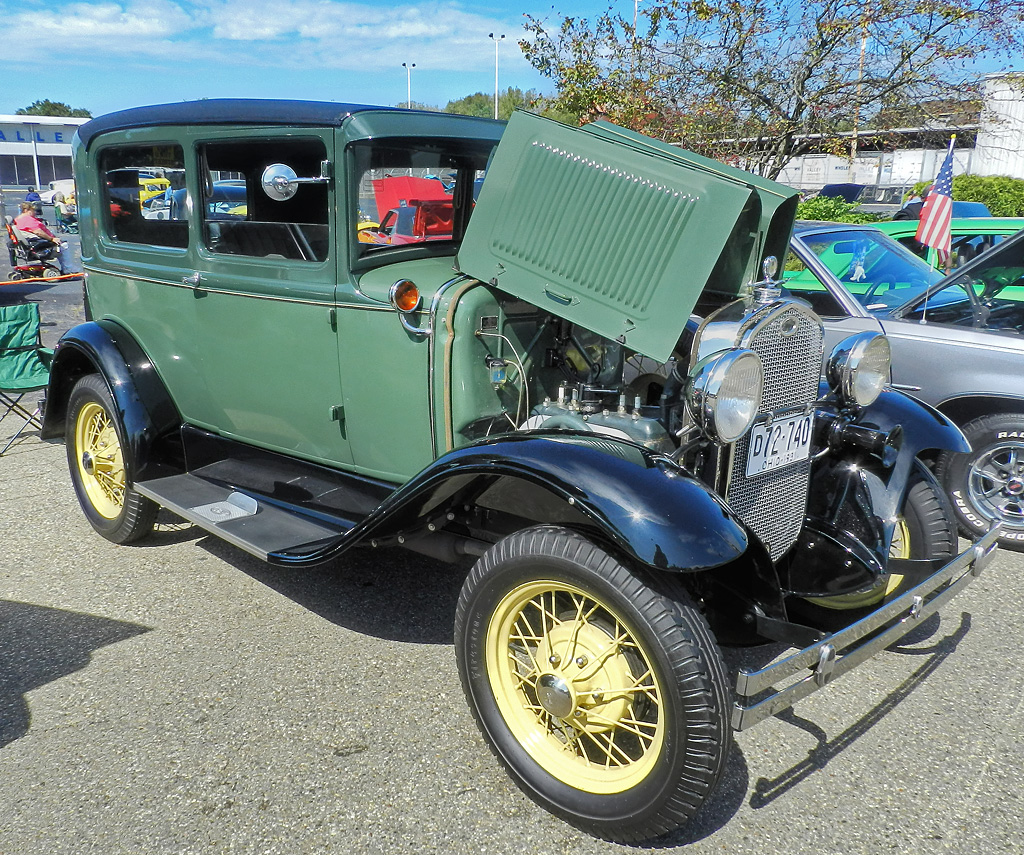
فورد نموذج A ديلوكس تيودور، غطاء المحرك مرفوع لإظهار محرك نموذج A؛ بورتسموث، أوهايو، 2011، تصوير دون أوبراين

كان محرك فورد نموذج A، الذي أُنتج منه الملايين، أحد أكثر محركات السيارات إنتاجًا على نطاق واسع في عشرينيات وثلاثينيات القرن العشرين، واستُخدم في السيارات والشاحنات والجرارات والآلات الزراعية والتطبيقات الصناعية والقوارب والمركبات العسكرية وحتى الطائرات.
بفضل شبكة الوكلاء والصيانة التي أنشأتها شركة فورد للسيارة نموذج T، كان لسيارة فورد نموذج A ومحركها ميزة وجود شبكة توزيع ودعم محددة مسبقًا. ساهم نظام الدعم المتفوق هذا في تعزيز المبيعات بشكل أكبر. ومع نمو نظام فورد، ومع تزايد قدرة المحرك على المنافسة بفضل اقتصاديات الحجم، أصبح محرك نموذج A سريعًا يتمتع بشعبية متزايدة لمجموعة واسعة من التطبيقات، في جميع أنحاء الولايات المتحدة، وحول العالم. لقد غمرت كميات هائلة من محركات فورد نموذج A التي جرى إنتاجها، خلال فترة قصيرة من الزمن، السوق.
حتى بعد استبدال المحرك بمحرك فورد نموذج B، وتوقف فورد عن إنتاج النموذج A في عام 1932م، استمر الطلب على محركات نموذج A المستعملة، أو النسخ المرخصة، لمجموعة متزايدة من التطبيقات، مع بقاء بعض محركات نموذج A في الخدمة لعقود من الزمن. جرى إنتاج بعض المشتقات، مع التحسينات، حتى عام 1958م. لا تزال عشرات الآلاف من التصميمات الأصلية تعمل حتى في القرن الحادي والعشرين - وخاصة في تشغيل سيارات فورد نموذج A المحفوظة كتحف ترفيهية.

### السيارات

#### نطاق التطبيق

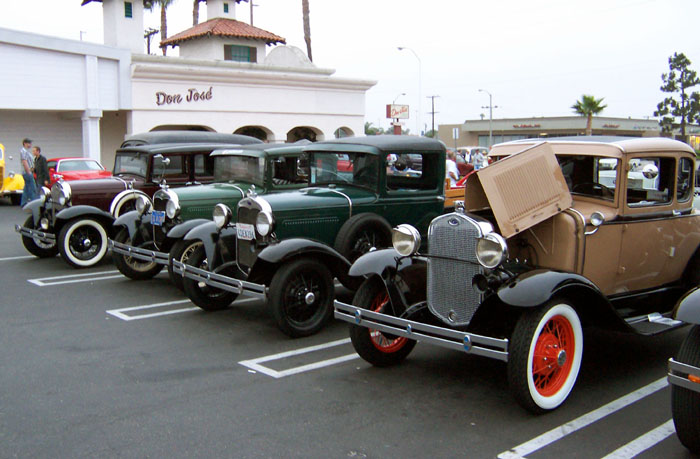
تشكيلة فورد نموذج A، نموذجات مختلفة. شاطئ هنتنغتون، كاليفورنيا، 24 يوليو 2004م، تصوير مورفين.

جرى طوير محرك النموذج A في المقام الأول لسيارة فورد نموذج A الشهيرة (1927م-1931م)، وكان محرك فورد نموذج A هو المحرك المثبت عالميًا تقريبًا في تلك السيارة، ووقد أُنتج قرابة 4.8 مليون منها بحلول عام 1932م، في مجموعة واسعة من الأنماط والتكوينات مثل: كوبيه، كوبيه رجال الأعمال، كوبيه رودستر، كوبيه رياضية، كابريوليه قابلة للتحويل، سيدان قابلة للتحويل، فيكتوريا، تيودور، فايتون، تاون كار، فوردور ذات 2 و3 نوافذ، عربة ستيشن، سيارة أجرة، سيارة تجارية وشاحنة.

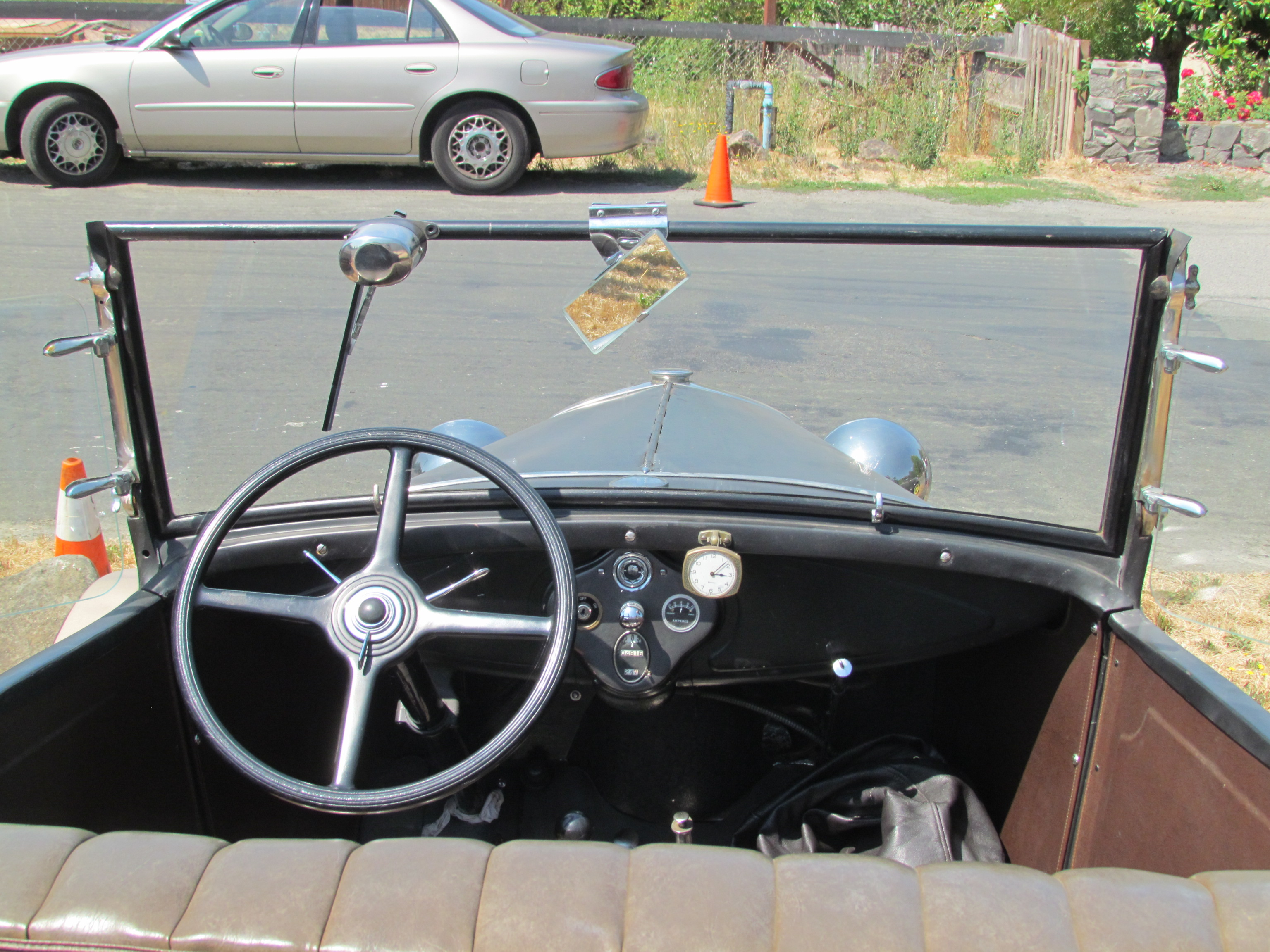
عناصر التحكم في محرك فورد نموذج A: ذراع الخانق اليدوي على عمود التوجيه، ودواسات الوقود والتشغيل على الأرضية، ومفتاح الإشعال على الجانب الأيسر من لوحة العدادات، وصمام ضبط الغاز (خليط) وإيقاف الغاز على مقبض أبيض صغير أسفل لوحة القيادة على اليمين، أمام الراكب.

#### عناصر التحكم والتعديلات
في تطبيقات السيارات، استخدم محرك فورد نموذج A في الأصل مجموعة معقدة من عناصر التحكم، بما في ذلك دواسة الوقود، وخانق الوقود اليدوي، وخانق التحكم في الخليط (المعروف رسميًا باسم "صمام ضبط الغاز" أو GAV)، وإيقاف تشغيل الغاز، ومفتاح الإشعال، ودواسة التشغيل، وتقدم الشرارة اليدوي (بالإضافة إلى عناصر التحكم في مجموعة نقل الحركة: القابض ومغير التروس).
ثُبتت عناصر التحكم على الأرضية (مثل دواسات الوقود والبادئ)، أو على عمود التوجيه ( مثل الخنق اليدوي)، أو على لوحة القيادة (أو أسفلها مباشرة). وبحسب ما ورد، فقد طلبت ولاية بنسلفانيا تركيب صمام إيقاف الغاز داخل حجرة المحرك بدلاً من ذلك.
يتطلب بدء تشغيل محرك النموذج A عادةً تسلسلًا مفصلاً من التعامل مع كل عناصر التحكم هذه، كما أن إيقاف تشغيل المحرك بشكل صحيح يُعد معقدًا بنفس القدر تقريبًا.
بالإضافة إلى ذلك، قد يكون من الضروري إجراء تعديلات عرضية على دواسة الوقود وعناصر التحكم، المثبتة على المكربن في وضع السكون.

### الشاحنات

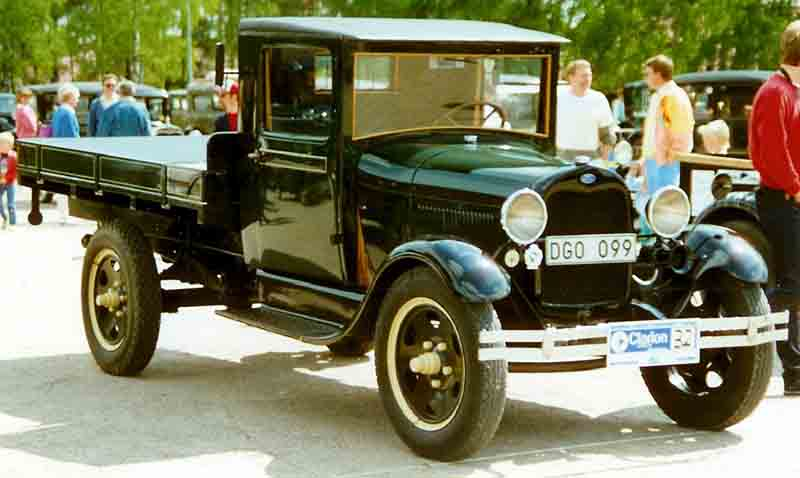
شاحنة فورد نموذج AA الثقيلة عام 1929م، وهي نوع من طراز A

كانت شاحنة فورد نموذج AA (1.5 طن) - والتي استمر إنتاجها لمدة خمس سنوات فقط، ولكنها استخدمت على نطاق واسع لعقود من الزمن - تعمل بمحرك فورد نموذج A، والذي يعمل عادةً بناقل حركة يدوي بأربع سرعات.
قامت خدمة البريد الأمريكية - من أجل القضاء على التعقيد وتكلفة مجموعة متنوعة من الشاحنات البريدية (بما في ذلك 1444 شاحنة حصلت عليها كفائض من الحرب)، وتلبية احتياجات خدمة البريد للطرود - بشراء أسطول من المركبات من طراز A وAA من شركة فورد، مزودة بأجسام شاحنات بريدية مخصصة قامت شركات أخرى بتصنيعها وتجميعها، وثُبتت على هيكل فورد من طراز A وAA. ظلت هذه الشاحنات قيد الاستخدام حتى الخمسينيات من القرن العشرين.

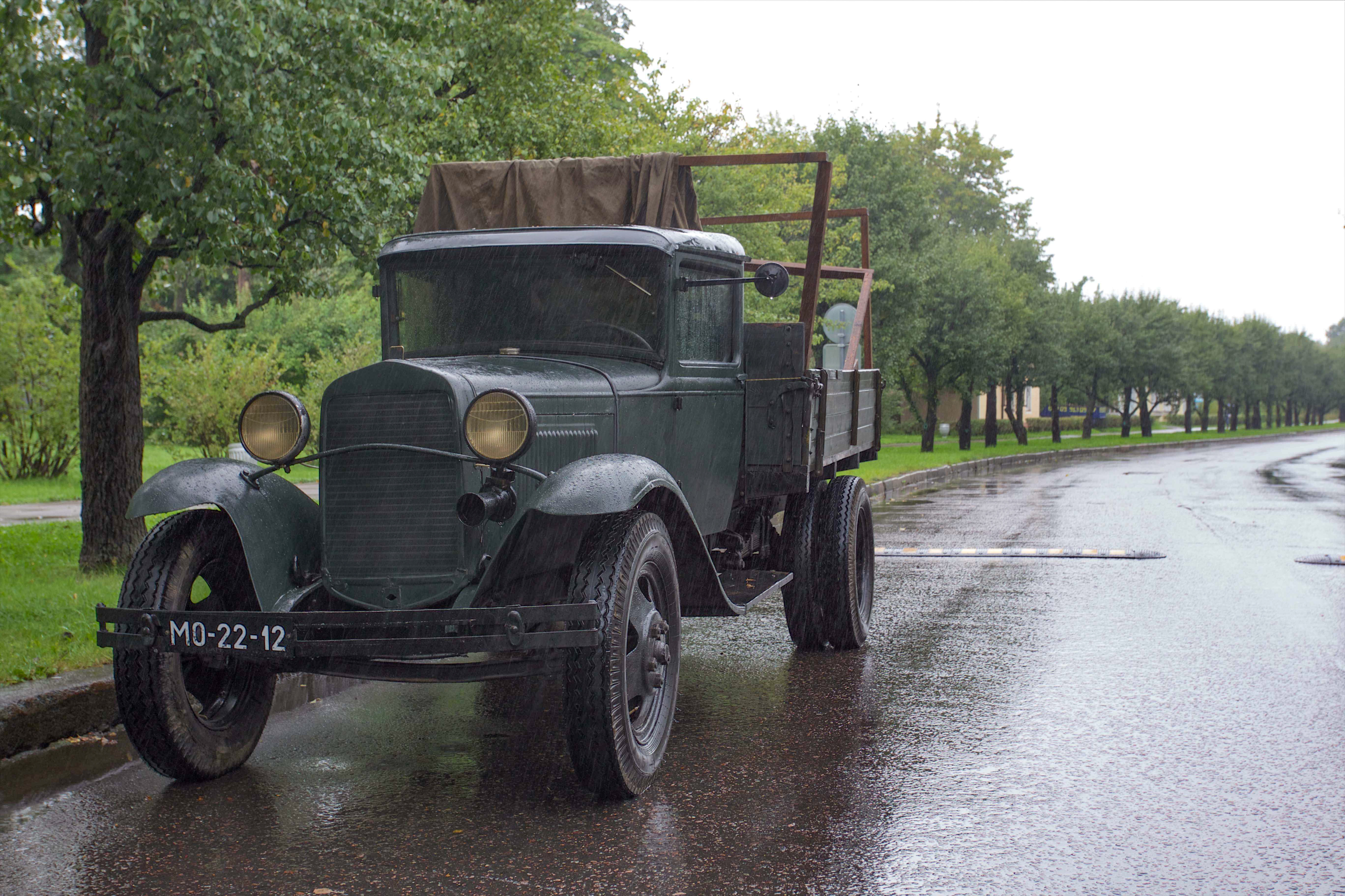
السيارة السوفيتية GAZ-AA، جرى بناؤها في الأصل باستخدام مكونات نموذج فورد أ أ Ford Model AA.

كما استخدم مصنعو الشاحنات الآخرون محرك فورد نموذج A، أو أحد أشكاله - خاصةً إذا كانوا يستخدمون أيضًا هيكل نموذج A أو نموذج AA، أو يرخصون تصنيعه تحت اسمهم الخاص. فعلى سبيل المثال كانت الشاحنة الروسية GAZ-AA، التي أُنتجت في الفترة من 1931م إلى 1938م هي الشاحنات التي استخدمت محرك فورد نموذج A، على الرغم من أنها كانت تستخدم محركًا محسنًا بحلول عام 1938م.
تستخدم شاحنات نموذج AA عادةً أدوات تحكم في المحرك مماثلة لتلك الموجودة في سيارات نموذج A.

### سيارات السباق

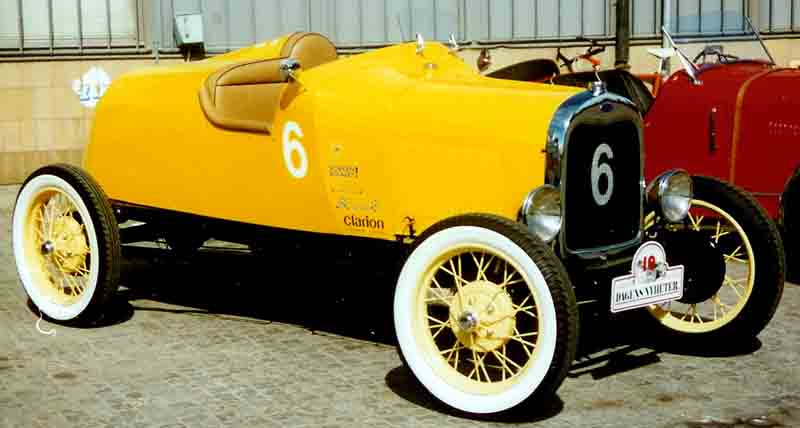
سيارة فورد نموذج A ريسر 1928م.

خلال ثلاثينيات القرن العشرين، كانت محركات فورد نموذج A (ونموذج B) شائعة الاستخدام في سيارات السباقات، ويرجع ذلك جزئيًا إلى أن أجزائها الداخلية المتحركة خفيفة الوزن، فلم يكن لديها سوى القليل من القصور الذاتي للتغلب عليه في التسارع - سواء من خط البداية أو من التسارع خارج المنحنيات. ومع ذلك، فإن نفس هذا البناء الخفيف أدى إلى كون المحركات هشة، فكانت تنكسر في كثير من الأحيان أثناء السباق.

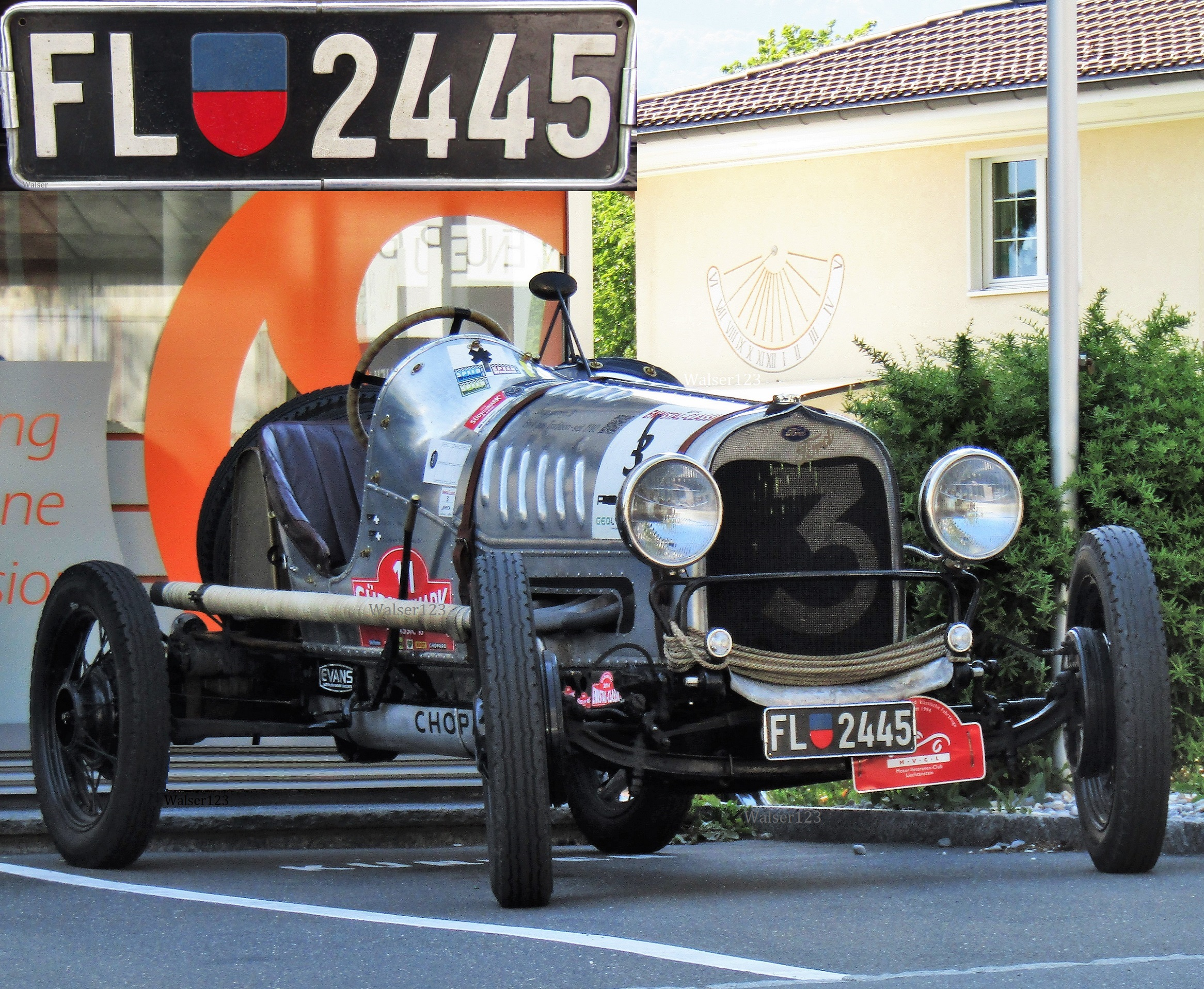
سيارة فورد نموذج A سبيشال رايسر، 1929م.

أصبحت قطع الغيار والتعديلات في السوق الثانوية متاحة على نطاق واسع، مما أتاح تحسينات للسباقات - حيث وصلت بعض المحركات المعدلة إلى نسب ضغط تبلغ 12:1، مما أدى إلى إنتاج سيارات بقدرة تصل إلى 250 حصانًا. سيطرت محركات فورد نموذج A وB على سباقات السيارات الأمريكية حتى الحرب العالمية الثانية.
لا تزال بعض السباقات تُجرى باستخدام سيارات تعمل بمحركات فورد نموذج A، كما تتوفر تعديلات ما بعد البيع عالية الأداء لزيادة الأداء، حيث يصل قوة بعضها إلى 110 أحصنة، وتصل نسبة الضغط إلى 6.5:1.

### الجرارات

#### فترة الكساد الكبير (ثلاثينيات القرن العشرين)
استُخدمت بعض محركات فورد نموذج A لتشغيل الجرارات. ومثال ذلك جرار الجولف Worthington نموذج A الذي أُنتج عام 1929م حيث كان يعمل بمحرك فورد نموذج A، كذلك كان الحال مع جرار PAL النادر.
بدأت شركة Thieman Harvester Company / Thieman Brothers، في عام 1936م، في تصنيع جرارات - إما كاملة بمحرك فورد نموذج A (بسعر 500 دولار)، أو بيع مكونات، بدون محرك، أو عمود نقل الحركة، أو الجزء الخلفي (بسعر 185 دولارًا). كان من المتوقع أن يقوم المزارعون بخفض التكاليف من خلال شراء أجزاء مستعملة لإكمالها، لكن الشركة أوصت باستعمال مبرد شاحنة فورد HD ومروحة ذات أربع شفرات.

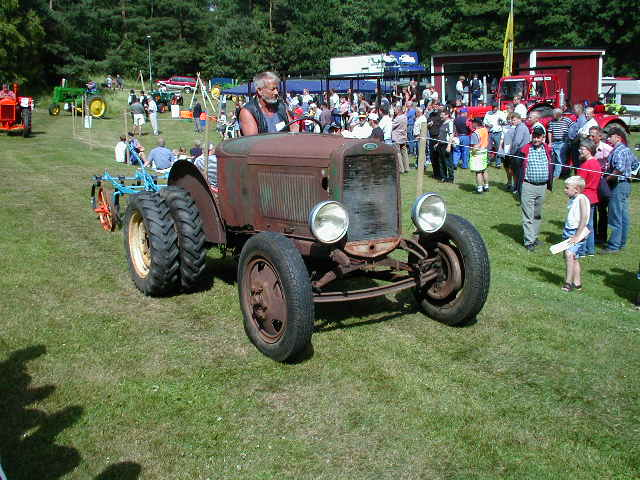
محرك فورد نموذج A مُستخدم في أحد الجرارات.

بيعت جرارات بعض الشركات المصنعة الأخرى، مثل Thrifty Tractor (بدءًا من عام 1930م، والمدرجة في كتالوجات Sears الربيعية والخريفية من عام 1932م إلى عام 1941م)، بواسطة شركات Sears و Montgomery Ward وآخرين، في صورة مكونات للتجميع، بدون المحرك - على الرغم من أنها مصممة لاستخدام محرك فورد نموذج A، والذي كان من المتوقع أن يجده المشترون بأنفسهم. حتى أن البعض احتاج إلى شراء سيارة نموذج A بالكامل، ليقوم بتفكيكها لاستخدام محركها لتشغيل الجرار، على الرغم من أن البعض الآخر احتاج فقط إلى المحرك وبعض المكونات الأخرى.
كانت جرارات شركة Sears, Roebuck &amp; Company (أو "الاقتصاد الجديد")، التي أُنتجت لأول مرة في عام 1938م بواسطة Peru Plow Works، هي جرارات كاملة، تعمل بمحرك فورد نموذج A المُعاد بناؤه، بالإضافة إلى جهاز تشغيل ذاتي، ومنظم، ومكربن خاص، ومنقي هواء، ومنقي زيت. قدمت الشركة خيارات إضافية مثل حزام القيادة ومأخذ الطاقة (power take-off PTO)، للسماح للمحرك بتشغيل الآلات الزراعية الأخرى. كان سعر الجرار آنذاك 495 دولارًا، أي ما يقرب من نصف سعر الجرارات الأخرى، وبفارق كبير، كان الجرار ذو المحراثين الأقل تكلفة المتاح في ذلك الوقت. تتفاوت تقديرات الوحدات المباعة - من أقل من 500 إلى حوالي 1000 - مع توقف خط الإنتاج حوالي عام 1940م.
حتى أن بعض المزارعين قاموا بتصميم وبناء جراراتهم الخاصة، وزودوها بمحرك فورد نموذج A.
خلال المصاعب الاقتصادية التي حدثت في فترة الكساد الكبير، والتي دمرت العديد من المزارعينماليا، كانت هذه الجرارات المختلفة منخفضة التكلفة-التي تعمل بمحرك فورد نموذج A تُعد جرارا ضئيلا وغير مكلف نسبيا للأعمال الزراعية الأساسية.

#### الحرب العالمية الثانية وما بعدها (أربعينيات القرن العشرين)
خلال فترة الحرب العالمية الثانية، أدى النقص في الجرارات إلى تحفيز بعض المزارعين الأمريكيين على بناء جراراتهم الخاصة من مكونات النموذج A. وكانت تُعرف باسم "جرارات دودلبج Doodlebug tractor".
حوالي عام 1946م، أضافت شركة Speedex Tractors (التي كانت تسمى في البداية Pond Tractors) جرارًا جديدًا باسم Speedex نموذج FG ("جرار المزرعة والحديقة Farm and Garden Tractor")، والذي استخدم محرك فورد نموذج A وأجزاء أخرى من إنتاج شركة فورد. ومع ذلك، انتهى الإنتاج في عام 1948م عندما أصبحت شركة فورد منافسًا لها، حيث قامت شركة فورد بتصنيع الجرارات الخاصة بها، وتوقفت عن بيع المكونات لشركة Speedex.

### المركبات العسكرية

#### مركبات فورد العسكرية
كانت مركبات فورد نموذج A و نموذج AA المعدلة هي الأساس للتطوير الجاد الأول لبطارية المدفعية الميدانية الخفيفة الآلية في الجيش الأمريكي. ففي عام 1932م، في فورت براج، ولاية كارولينا الشمالية، استُخدمت بطارية فورد الآلية المدفعية الميدانية السابعة عشر هذه المركبات لنقل مدافع 75 ملم، والإمدادات، وأفراد الدعم والقيادة.

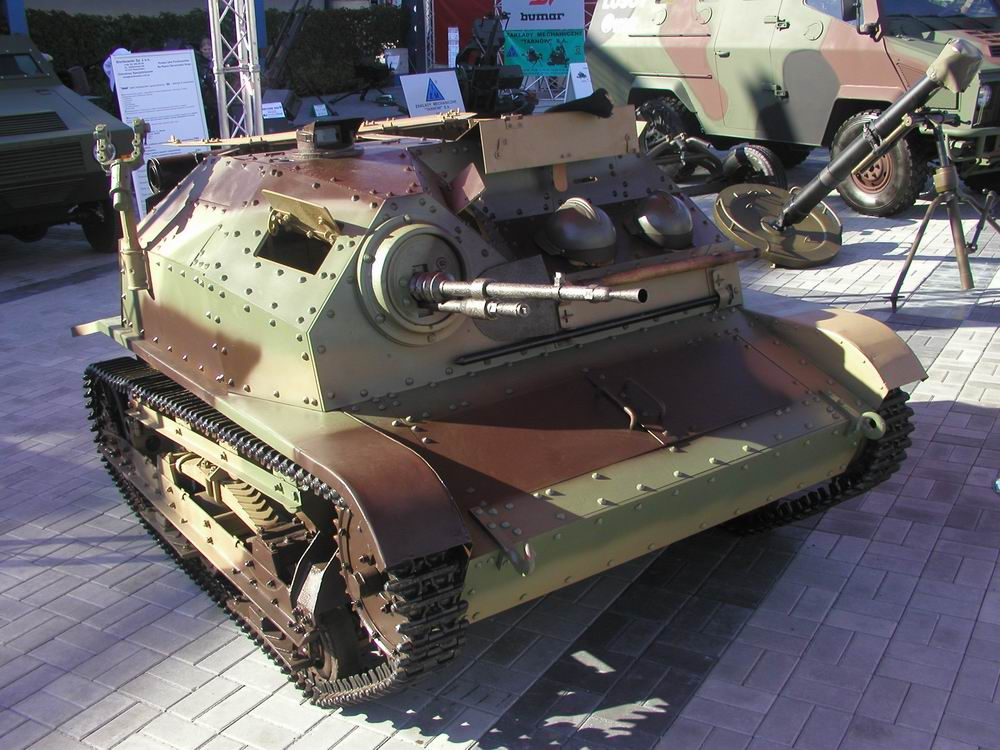
دبابة بوليس TKS

في السابق، كان الجيش يعتمد على الخيول والبغال لنقل المدفعية الخفيفة؛ وقد غير استخدام تلك المركبات العسكرية ذلك.

#### المركبات العسكرية الأخرى
على الرغم من أن شاحنات فورد نموذج A و نموذج AA لم تكن ذات هيكل قوي بما يكفي لتحمل وزن الدروع، فقد طورت بعض الدول سيارات مدرعة، وحتى دبابات مصغرة، على تلك الهياكل، باستخدام محرك فورد نموذج A، أو أحد أشكاله. كانت بعضها مختلفة إلى حد كبير من هيكل فورد، لكنها استخدمت محرك فورد نموذج A و/أو مشتق منه. تشمل الأمثلة السيارات المدرعة ذات العجلات FAI وFAI-M (من إنتاج الاتحاد السوفييتي) و"الدبابات الصغيرة" المجنزرة TKD و TK-3 (من إنتاج بولندا)، وهي دبابات استطلاع خفيفة الوزن وسريعة - يبلغ وزنها الإجمالي 690 كجم - وكان الجزء الأكبر منها قصير العمر يُستخدم في الدروع البولندية في بداية الحرب العالمية الثانية.

### الطائرات

#### البديل في فترة الكساد الكبير
بالمقارنة مع معظم محركات السيارات، فإن محركات الطائرات عادة ما تكون عالية الدقة (للحصول على موثوقية عالية جدًا، ووزن خفيف، وإعدادات طاقة عالية مستمرة، وعزم دوران مرتفع وسرعة دوران منخفضة، مع أنظمة تبريد بالهواء وأنظمة احتياطية زائدة، لأنها تعمل في ظروف الطيران غير العادية) - وعادة ما يجري إنتاجها بكميات صغيرة نسبيًا - وبالتالي فهي باهظة الثمن للغاية.
في ثلاثينيات القرن العشرين، أثناء فترة الكساد الكبير، شعر عشاق الطيران بالإحباط بسبب التكلفة الباهظة لشراء أو بناء طائرة، ويرجع ذلك إلى حد كبير إلى الجزء الأكثر تكلفة: وهو المحرك. قام البعض ببناء طائراتهم "المصنوعة في المنزل Homebuilt aircraft باستخدام أي محركات تمكنوا من العثور عليها - وخاصة محركات السيارات، والتي عادة ما تكون معدلة.
كانت المحركات الأكثر وفرة في ذلك الوقت هي محركات فورد نموذج T، ونموذج A، ونموذج B. ثبت أن محرك الطراز A، المتوفر بسعر رخيص، وخفيف الوزن إلى حد ما مع قدرة تصل إلى 40 حصانًا - والمصمم للعمل بسرعات منخفضة في الدقيقة، يُعد مثاليًا لتشغيل مراوح الطائرات، كما أنه قابل للتكيف مع بعض الطائرات ذات المقعد الواحد أو المقعدين. إن تصميم المكربن الخاص به للعمل على ارتفاعات عالية، والتحكم في خليط "صمام تعديل الغاز" (GAV)، مكّن من التعديل أثناء الطيران للتغيرات في الارتفاع.

#### مسابقة الطائرة بقيمة 700 دولار

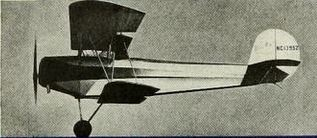
وايلي بوست Wiley Post نموذج A.

في نوفمبر 1933م، بدأ مكتب التجارة الجوية في الولايات المتحدة برنامجًا لجعل الطائرات الشخصية شائعة الاستخدام مثل السيارات متوسطة السعر. وشجعت الهيئة مصنعي الطائرات على تصميم طائرة بسيطة وآمنة بسعر 700 دولار أو أقل. استثمرت الشركة أموالاً لتطوير تحويلات محركات سيارات فورد لاستخدامها في الطائرات، على أمل خفض تكلفة محرك الطائرة من 60% من إجمالي تكلفة الطائرة إلى 25% فقط.
أنتج البرنامج ثلاث طائرات فقط حصلت على شهادات النوع المعتمدة، وهي: طائرةوايلي بوست Wiley Post نموذج A ثنائية السطح وبلغت تكلفتها 990 دولارًا، واستخدم فيها محرك فورد نموذج A - وتُعد أول طائرة معتمدة في الولايات المتحدة بمحرك سيارة (على الرغم من بناء 13 طائرة فقط) - بالإضافة إلى إصدارات طائرة أرو الرياضية Arrow Sport (باستخدام محرك فورد V-8)، وطائرة فنك نموذج B (باستخدام محرك فورد نموذج B المعدل).

#### طائرة بيتينبول اير كامبر

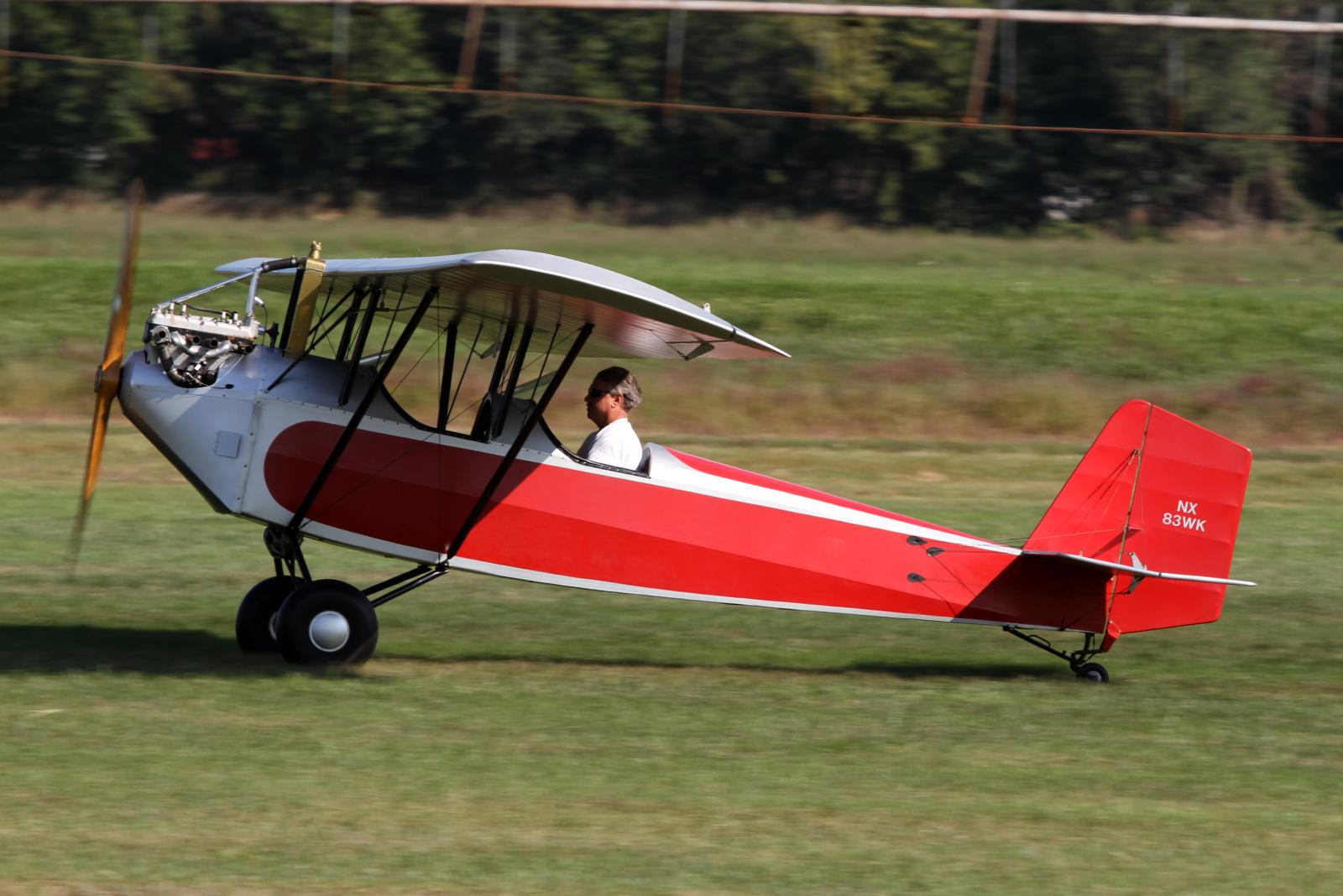
طائرة بيتينبول إير كامبر بمحرك فورد نموذج A، ومبرد مباشرة أمام الطيار.

كانت الطائرة الأكثر شهرة هي طائرة Pietenpol Air Camper، وهي طائرة منزلية شهيرة صممها برنارد بيتينبول مجهزة بمحرك طراز A، حيث قام برنارد بتعديلات على تصميمه ليتوافق مع محرك فورد نموذج A.
على الرغم من أن جميع طائرات بيتينبول المصنوعة منزليًا تضع المحرك في مقدمة الطائرة، إلا أن التكوينات كانت تختلف على نطاق واسع. قام البعض بتعديل الأسطوانات للسماح بتركيب شمعة إشعال ثانية (لاستيعاب أنظمة الإشعال المزدوجة لتحقيق السلامة الزائدة والأداء المحسن). قام البعض باستبدال نظام الإشعال الذي يعمل بالبطارية/المولد الكهربائي بمغناطيس واحد أو اثنين من المغناطيسات المتوفرة في السوق الثانوية لتحقيق قدر أكبر من الموثوقية.
وقد عُدِّل بعضها برؤوس من الألومنيوم لخفة وزنه. كذلك فقد جرى تعديل عدد قليل منها باستخدام أسطوانات مبردة بالهواء، ولكن معظمها استخدم نظام تبريد الماء للمحرك، عادةً باستخدام مبرد فورد الأصلي. على الرغم من اختلاف أماكن وضع المبرد، إلا أنه كان يُوضع في أغلب الأحيان مباشرة فوق المحرك، مما كان يحجب الرؤية الأمامية للطيار بدرجة كبيرة. ووضع آخرون المبرد تحت غطاء المحرك، أو فوق الجناح، أو في مكان آخر. كما شملت بعض التعديلات الإضافية أنابيب تسخين المكربن ومضخة مياه أقصر.
يُغذى وقود محرك فورد في طائرة بييتينبول عادةً من خزان الرأس أو خزان الجناح (وفق الجاذبية، فطائرة بيتينبول لها جناح مرتفع). ولا يجري إخماد العادم بشكل عام.
كانت تصاميم بيتنبول، على الرغم من تكييفها مع العديد من المحركات الأخرى على مر العقود، إلا أنها لا تزال مبنية في بعض الأحيان بمحركات فورد نموذج A. ومع ذلك، فإن إجهاد عمليات الطائرات يؤدي إلى معدل أعلى من عطل المحرك مقارنة بمحركات السيارات، ودفع ذلك طيارو بيتنبول للاستعداد للتعامل مع خطر الهبوط الاضطراري في بعض الأحيان.

### في الصناعة والزراعة والبحرية

#### المحرك "الصناعي" من نموذج A
قدمت شركة فورد محرك نموذج A، الذي جرى تعديله بشكل طفيف للغاية، باعتباره "محرك فورد الصناعي"، "للأغراض الصناعية أو الزراعية أو البحرية". وأُعلن عن "المحرك الصناعي" على أنه ينتج قوة تصل إلى 39 حصانًا عند سرعة قدرها 2200 دورة في الدقيقة، أو 23 حصانًا عند سرعة 1000 دورة في الدقيقة التي كانت الأكثر شيوعًا في المحركات آنذاك.
أُنتج ثلاثة نماذج من المحرك الصناعي في عام 1930م وهي:
- محرك A-6002 – وهو محرك له قابض clutch وناقل حركة، بلغ سعره 180 دولارًا (الأرقام التسلسلية عادةً بتنسيق "*IA#######*")
- محرك AA-6002 – وهو محرك مزود بقابض للخدمة الشاقة (للشاحنات) وناقل حركة رباعي السرعات، بلغ سعره 190 دولارًا (الأرقام التسلسلية عادةً بتنسيق "*IAA#######*")
- محرك A-6007 – محرك، بدون القابض أو ناقل الحركة، وبلغ سعره 135 دولارًا.

عرضت شركة فورد "أسعارًا خاصة بالجملة للمصنعين"، وأعلنت عن توفر "خدمة كاملة" للمحرك "من أي من وكلاء فورد المعتمدين... في جميع أنحاء البلاد."

#### الاستخدام الصناعي
استُخدم محرك فورد نموذج A لتشغيل العديد من الآلات الصناعية، بعضها مع تعديلات غير عادية للغاية. على سبيل المثال، قامت شركة جوردون سميث وشركاه (بولينج جرين، كنتاكي) بتطوير ضاغط هواء محمول لتحويل محرك النموذج A، والذي يستخدم الأسطوانات 1 و4 عادةً، للقوة المحركة - ولكنه يستخدم الأسطوانات 2 و3 لضغط الهواء. أُنتج هذا التكيف الصناعي الهجين خلال الخمسينيات من القرن العشرين.
في حالة أخرى، استُخدم محرك فورد نموذج A لتشغيل مضخة شفط تستخدم في تجريف قيعان المسطحات المائية لاستخراج الذهب. وفي موقع آخر، استُخدم محرك آخر من طراز A لعكس خط دلو الحفارة عندما تقومت بجرف صخرة كبيرة جدًا بالنسبة للآلة. كما استُخدم المحرك أيضًا لتشغيل منصات الحفر.

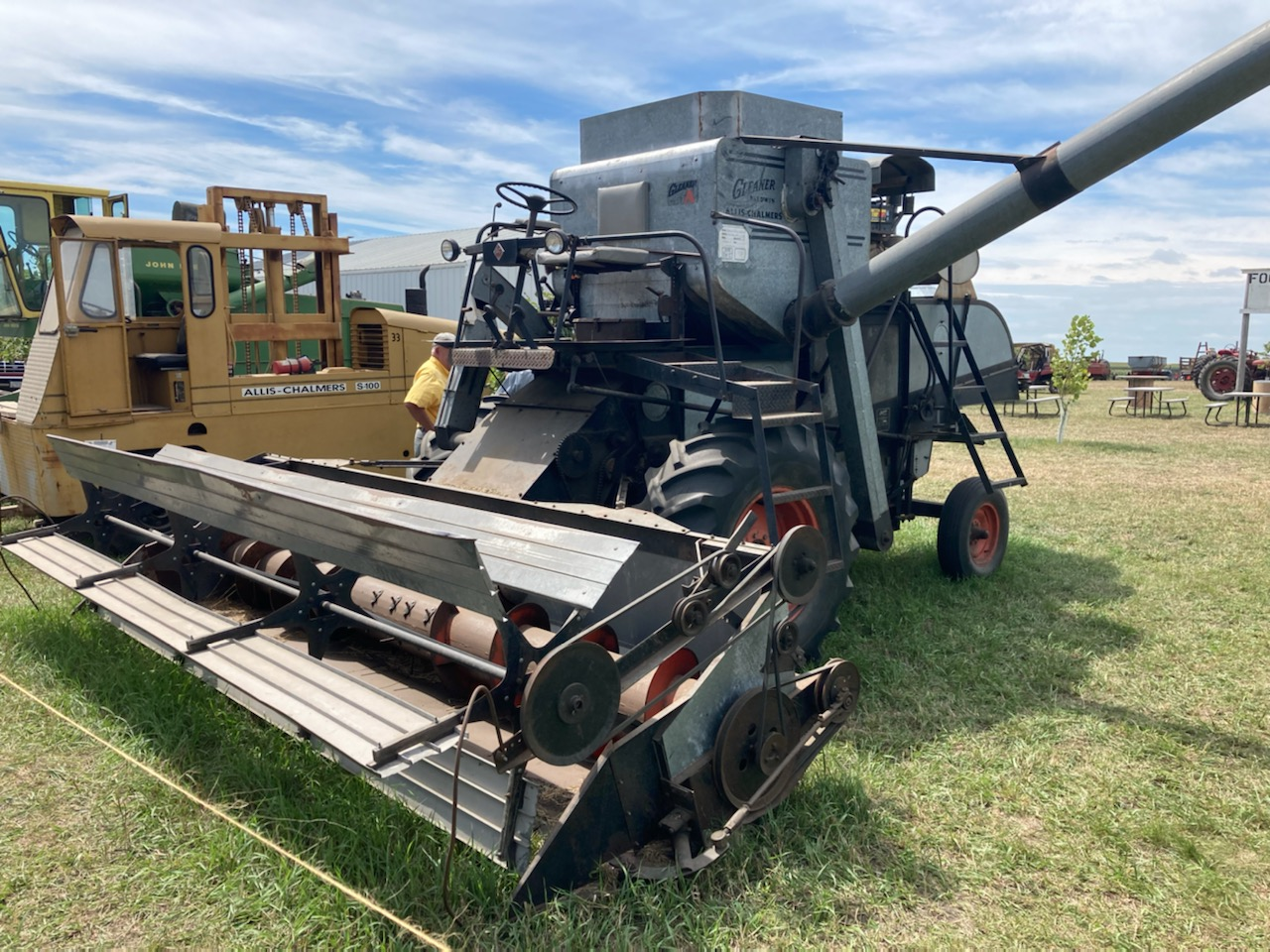
آلة الحصاد Gleaner Model A

#### الاستخدام الزراعي
اسُتخدم محرك فورد نموذج A في العمليات الزراعية، فبالإضافة إلى استخدامه في الجرارات، فإن الطراز الصناعي منه قد استُخدم أيضًا في تشغيل آلات الحصاد الزراعية الشهيرة Gleaner-Baldwin. جرى تجهيز آلة الحصاد Gleaner Baldwin Model A، التي أُنتجت من عام 1930م إلى عام 1935م، بهذا الشكل، كما كانت طرازات Gleaner اللاحقة، مثل NA وNR، حتى عام 1938م تعتمد على محرك فرود نموذج A. رُكِّب محرك النموذج A لآلة الحصاد على إطار مناسب للمبرد، ورُبط بوحدة الطاقة Power take-off.

#### الاستخدامات البحرية

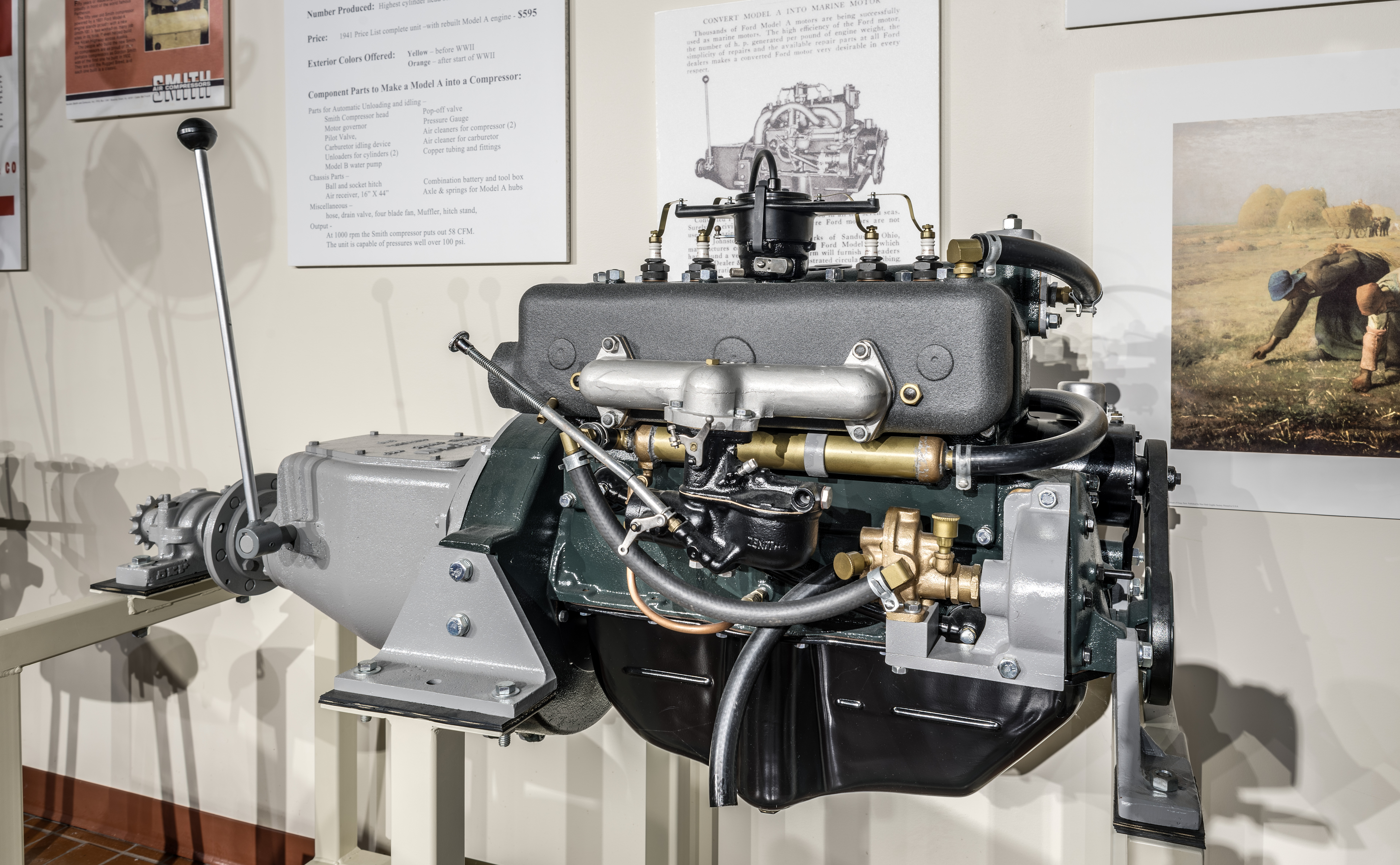
محرك فورد نموذج A للاستخدامات البحرية في متحف جيلمور للسيارات.

استُخدمت بعض محركات الطراز A لتشغيل القوارب. في عام 1931م، ومرة أخرى في عام 1935م، نشرت دار نشر Popular Mechanics كتاب The Boat Book: Everything of Interest to the Amateur Boatman، وبه خطط لبناء قارب ترفيهي معدّل - Gentleman's Racer / Gentleman's Runabout، وهو قارب كان شائع الاستخدام في عشرينيات وثلاثينيات القرن العشرين. كان القارب يعمل بمحرك فورد نموذج A - على الرغم من أنه لم يكن مثاليًا، نظرًا للوزن والمكربنات التي كانت تتسرب منها الوقود في بعض الأحيان. ومع ذلك، فقد استُخدم أيضًا لتشغيل الزوارق السريعة الأخرى.
طُورت تطبيقات بحرية أخرى لمحرك الطراز A - شمل ذلك تشغيل قوارب الصيد التجارية الصغيرة، والقوارب الهوائية وأنظمة إرساء القوارب.

## التطويرات الحديثة

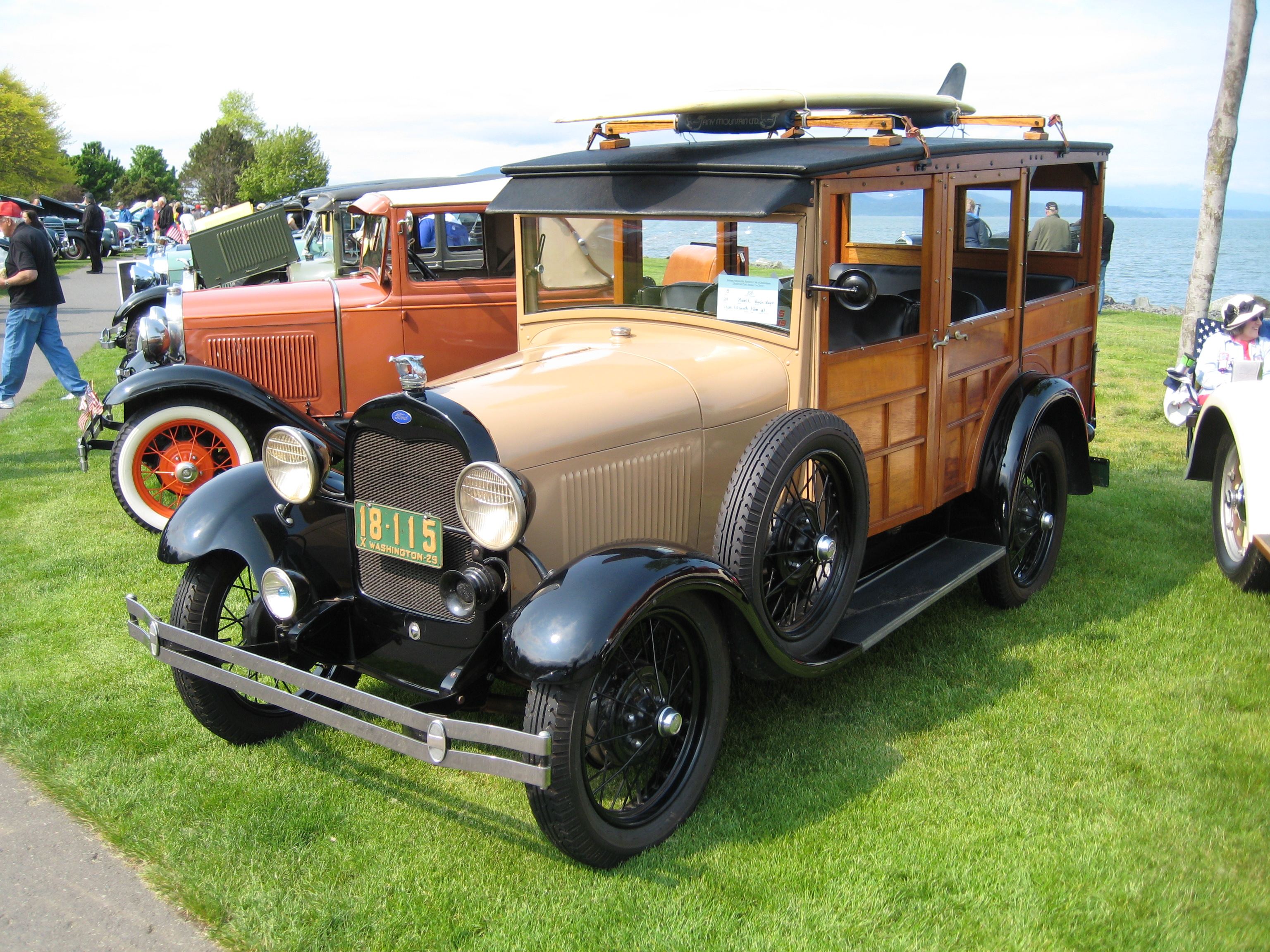
عدد كبير من سيارات فورد القديمة - التي لا تزال تعمل وتستخدم محرك نموذج A - في معرض السيارات على الواجهة البحرية، بيلينجهام، واشنطن، 29 مايو 2011م.

لا يزال الطلب على محرك فورد نموذج A قائمًا، وخاصة لتشغيل سيارات فورد نموذج A القديمة (يُقدر عددها بنحو 200 ألف سيارة) المخصصة للأغراض الترفيهية. ولا يزال عدد قليل جدًا منها يستخدم لتشغيل الطائرات الخفيفة، مثل طائرة Pietenpol Air Camper.
وقد تخصصت العديد من الأفراد والمؤسسات في الحفاظ على ذلك المحرك وترميمه وتعديله وتوريد قطع الغيار والتعديلات له.
بالإضافة إلى ذلك، بدأ مهندس وعاشق محركات نموذج A تيري بيرتز، من كامبل، كاليفورنيا، بعد برنامج بحث وتطوير مطول، في تصنيع وبيع كتل محركات نموذج A الجديدة، ومجموعات لبناء محرك نموذج A بالكامل، مع تعديلات مختلفة نموذجية للمحركات الحديثة.
يوجد العديد من المنظمات والمنشورات ومواقع الويب التي تدعم مالكي المركبات التي تستخدم محرك الطراز A، بما في ذلك نوادي السيارات العتيقة، والشاحنات، والجرارات، بالإضافة إلى جمعيات الطائرات التجريبية. وغالبًا ما تقدم هذه المنظمات معلومات ونصائح حول محرك فورد نموذج A ومتغيراته وتعديلاته.

## المواصفات (1927م–1931م)
- Type: Reciprocating piston engine
- Engine case: L-head
- Displacement: 200.5 بوصة3 (3.3 ل)[1]
- Cylinders: 4, vertical, inline
- Bore: 3.876 بوصة (98.5 مـم)[1]
- Stroke: 4.125 بوصة (104.8 مـم)[1]
- Compression ratio: 4.22:1[1]
- Power: 40 حصان (30 كـو؛ 41 PS) at 2200 RPM
- Torque: 128 رطل·قدم (174 ن·م)
- Cooling: Water-cooled[29]
- Ignition: Spark plug, via distributor and coil, fed by battery and DC generator
- Weight: 350 رطل (160 كـغ) (complete engine, without flywheel and clutch assembly, but including generator, manifolds, etc.).[36]
- Aspiration & injection: Normally aspirated via Zenith updraft carburetor, fed by gravity from cowl tank.[1]
- Fuel: Gasoline

## روابط خارجية
- مؤسسة فورد نموذج A ومتحف فورد نموذج A
- نموذج A لنادي فورد الأمريكي (MAFCA)
- نادي مرممي النموذج A
- نادي شاحنات فورد نموذج AA (FMAATC)
- مؤسسة فورد الكندية نموذج A (CMAFF) تحتوي مكتبتها على الإنترنت على منشورات وأدلة ووثائق فريدة من نوعها لسيارات نموذج A المصنعة في كندا
- "Ford Model A 1928-'31" Hemmings Motor News (ينتهي بقوائم الأندية والمتخصصين ذوي الصلة)
- مكتب المراجع - المجلات (قائمة المجلات ذات الصلة بطراز فورد A ومحركها)، MAFCA
- فهرس فني لنموذج A Ford للمقالات الفنية من The Restorer (MAFCA)، و The Model A News (MARC)، و Model A Times، و Skinned Knuckles ؛ تم التحديث آخر مرة في 22 ديسمبر 2011، نادي Model A Ford في نيوجيرسي.
- موقع تاريخ طراز فورد "Pluck's 3-29s" يحتوي على وثائق موسعة، بعضها منسوخ من سجلات فورد، بإذن من الشركة.
- "رقم محرك فورد نموذج A"، (مرجع متقاطع لتاريخ التصنيع)، نادي Sooner Model A في أوكلاهوما. (بيانات مماثلة و/أو إضافية على FordGarage.com وعلى "مكتب مرجعي" MAFCA )
- "معرض الفيديو" الذي يعرض عددًا كبيرًا من محركات فورد نموذج A العادية والمعدلة بشكل كبير، Sooner Model A Club Of Oklahoma.
- فيديو: "محرك سيارة فورد نموذج "A" المجهز بمغنيط هوائي"، angelica14709 على YouTube.